# Harry Groen
Harry Henricus Maria Groen (Amsterdam, 22 juni 1944) is een Nederlandse politicus namens de Volkspartij voor Vrijheid en Democratie (VVD). 

## Leven en werk
Groen was wethouder in Amsterdam.  Van 2001 tot 2002 was hij waarnemend burgemeester in de gemeente Landsmeer en in 2002 van de gemeente Brielle. In 2002 stelde Groen zich kandidaat voor het burgemeesterschap van Leiden. Hoewel de gemeenteraad vooraf had besloten een referendum over de burgemeestersbenoeming te houden, was Groen uiteindelijk de enige kandidaat die werd voorgedragen. Minister Remkes van Binnenlandse Zaken wees de voordracht af, waardoor de procedure opnieuw gestart werd. Ditmaal werden er wel twee kandidaten gevonden, Groen en Henri Lenferink. Op 11 maart 2003 werd, in combinatie met de verkiezingen voor de Provinciale Staten, een burgemeestersreferendum georganiseerd, waarin de bevolking met een meerderheid van 77,9% voor Groens tegenkandidaat koos.
Vanaf februari 2004 was hij burgemeester van de gemeente Noordwijk, nadat hij sinds 3 juni 2003 de functie van waarnemend burgemeester van deze gemeente had bekleed. Groen ging in juli 2011 met pensioen.